# Brooke (Rutland)
Brooke è un villaggio e parrocchia civile dell'Inghilterra, appartenente alla contea del Rutland.